# Берхин, Иона Борисович
Иона Борисович Берхин (1865—1889) — российский публицист и историк еврейского происхождения.

## Биография
Родился в 1865 году в городке Кричев Могилевской губернии. Рано потеряв отца, он воспитывался до 14 лет у деда, который передал ему большие познания в древнееврейском языке и литературе. Затем Берхин поступил в Горыгорецкое земледельческое училище, по окончании которого перешел в Минское реальное училище и уже на школьной скамье написал несколько статей по истории евреев. Для завершения образования Берхин поступил в Рижский политехникум, но в сентябре 1888 года был разбит параличом и для лечения поехал в Москву, где и умер в августе 1889 года. 
Были опубликованы его работы: 1) Историческая заметка (о саббатианской секте), в «Восход», 1883 г., оп. 5—6; 2) Из давно минувшего. I. Андрей Боголюбский и еврей («Восход», книга 11—12); II. Род Багратуни; III. Род Аматуни («Восход», книги 11—12); 3) Еврейский документ о посольстве Святого Владимира для испытания веры («Киевская старина», 1884 г., кн. 12); 4) Сожжение людей в России XIII—XVIII вв. («Русская старина», 1885 г., т. XLV); 5) Известие о евреях в Киеве под 1018 год. («Восход», 1887 г., книги 7—8); 6) Два врача еврея при Московском дворе («Восход», 1888, кн. 3); 7) Что делать с пожертвованием барона Гирша («Недельная хроника Восхода», № 9 за 1888 год).